# Galium hintoniorum
Galium hintoniorum är en måreväxtart som beskrevs av Billie Lee Turner. Galium hintoniorum ingår i släktet måror, och familjen måreväxter. Inga underarter finns listade i Catalogue of Life.